# إيما هايز
إيما هايز (بالإنجليزية: Emma Hayes) هي مدربة كرة قدم ولاعبة كرة قدم بريطانية، ولدت في 18 أكتوبر 1976 في حي كامدين في لندن في المملكة المتحدة. لعبت مع نادي تشيلسي لكرة القدم للسيدات.

## روابط خارجية
- إيما هايز على موقع قاعدة بيانات كرة القدم.إي يو (الإنجليزية)
- إيما هايز على موقع Soccerway.com (الإنجليزية)
- إيما هايز على موقع عالم كرة القدم.نت (الإنجليزية)